# Ruta 29 (Uruguay)
La Ruta Nacional N.º 29 es una de las carreteras nacionales de Uruguay.

## Trazado
Su trazado se extiende completamente dentro del departamento de Rivera, atravesándolo en sentido oeste-este. Tiene su km 0, en el empalme con la ruta 5, a la altura del km 425, en la zona conocida como Paso de la Laguna, pocos metros al norte del río Tacuarembó. Su extremo oeste se ubica en el empalme con el camino fronterizo con Brasil, zona conocida como Guaviyú. Su extensión total es de 100 km.
El tramo más conocido es el que une la localidad Minas de Corrales con la ruta 5, siendo la principal vía de comunicación de esta localidad con la zona sur del país, y con la capital departamental Rivera.
Detalle del recorrido según el kilometraje:
- km 0: empalme con ruta 5.
  - Norte: a ruta 30 y Rivera.
  - Sur: a Tacuarembó, Durazno, Florida y Montevideo.
- km 22: localidad de Minas de Corrales.
- km 26.5: empalme con ruta 28:
  - Al sur: a ruta 44.
- km 59: acceso a localidad de Amarillo
- km 65: empalme con ruta 27:
  - Al norte: a Cerro Pelado y Rivera.
  - Al sur: a Moirones y Vichadero.
- km 85: localidad de Lapuente.
- km 100: paraje Guaviyú (Frontera con Brasil)

## Características
Estado y tipo de construcción de la carretera según el tramo 
| Tramo                       | Tipo de Red             | Tipo de Construcción   | Estado    |
| --------------------------- | ----------------------- | ---------------------- | --------- |
| Ruta 5 - Minas de Corrales  | Red nacional secundaria | Tratamiento bituminoso | malo      |
| Minas de Corrales - ruta 27 | Red departamental       | Tosca                  | sin datos |
| ruta 27 - Guaviyú           | Red departamental       | Tosca                  | sin datos |